# کارینا فوگت
کارینا فوگت (انگلیسی: Carina Vogt؛ زادهٔ ۵ فوریهٔ ۱۹۹۲) اسکی‌باز پرش اهل آلمان است.